# Vladimír Lederer
MUDr. Vladimír Lederer (2. prosince 1893, Uherské Hradiště – 10. prosince 1965) byl český lékař, odbojář a vojenský zdravotník, po druhé světové válce povýšený do generálské hodnosti. Po studiu všeobecného lékařství navazoval kurzem na stomatologii a věnoval se zejména záchovné stomatologii a chirurgii. Dekretem prezidenta republiky z 25. října 1946 byl jmenován generálem zdravotnictva, s účinností od 28. října 1941 přednostou zdravotní služby 3. oblasti.

## Život
Narodil se v Uherském Hradišti roku 1893 do rodiny Jana Vladimíra Lederera a Josefy Emilie Ledererové (roz. Dorazilové). Byl jediný syn, měl sestry Miladu, Olgu a Vandu. Za první světové války operoval na italské frontě, stejně tak na Balkáně a v severní Africe.[zdroj?] V roce 1917 byl zajat, v říjnu 1918 vstoupil do československých legií. Poté dostudoval Všeobecné lékařství na Lékařské fakultě Univerzity Karlovy v Praze, později se stal také stomatologem. V Praze od roku 1921 trvale bydlel a pracoval. Tam se také roku 1921 oženil s Helenou Hášovou, měl jediného syna, Vladimíra.
Roku 1934 se stal přednostou stomatologického oddělení Ústřední vojenské nemocnice v Praze, kde působil až do roku 1942, a zároveň zřizoval soukromou ordinaci v Praze na Vinohradech. Roku 1939 se začlenil do odbojové organizace Obrana národa.
V roce 1939 byl přibrán do výboru, který vedl gen. Zdeněk Novák, pracoval s pplk. generálního štábu Tomášem Berkou a majorem Old. Hlavínem, taktéž s por. Josefem Hůlou ze zeměpisného ústavu a s Annou Pokornou, chotí generála.
Jako lékař bezplatně ošetřoval pronásledované čs. důstojníky, jejich rodiny i rodiny popravených. Odmítal účast na ošetřování příslušníků německé národnosti. Dne 3. března 1943 byl zatčen gestapem a odsouzen v Drážďanech k osmi letům káznice. Byl vězněn ve Straubingu, odkud v roce 1945 odešel s pochodem smrti do Dachau. Prvního května byl osvobozen americkým vojskem.
Dekretem prezidenta republiky z 25. října 1946 byl povýšen a jmenován generálem zdravotnictva, s účinností od 28. října 1941. Přednostou zdravotní služby 3. oblasti.
Dostalo se mu sedmnácti vyznamenání a pamětních medailí. Francouzským ministrem národní osvěty byl jmenován důstojníkem akademie a obdržel Ordre des Palmes académiques (Řád akademických palem).[zdroj?]
Krátce po válce byl v čele Vojenské lékařské akademie, tehdy ještě fungující v Praze (Před zřízením a přesunutím roku 1948 do Hradce Králové). Stal se děkanem. V roce 1948 mu povolil Zemský národní výbor v Praze změnu jména na Lesák. Zemřel roku 1965.